# Easton, Minnesota
Easton là một thành phố thuộc quận Faribault, tiểu bang Minnesota, Hoa Kỳ. Năm 2010, dân số của thành phố này là 199 người.

## Dân số
- Dân số năm 2000: 214 người.
- Dân số năm 2010: 199 người.